# Winterlingen
Winterlingen település Németországban, azon belül Baden-Württembergben. Lakosainak száma 6356 fő (2023. december 31.). Winterlingen Albstadt, Straßberg, Bitz, Neufra, Veringenstadt, Sigmaringen és Stetten am kalten Markt községekkel határos.

## Népesség
A település népessége az elmúlt években az alábbi módon változott:
| Lakosok száma | 5435 | 6097 | 6425 | 6383 | 6366 | 6822 | 6708 | 6716 | 6420 | 6356 |
|               | 1961 | 1967 | 1974 | 1980 | 1987 | 1993 | 2000 | 2006 | 2013 | 2023 |